# L'Île aux coquelicots
Pour plus de détails, voir Fiche technique et Distribution.
L'Île au coquelicot est un film belge réalisé par Salvatore Adamo et Eddy Matalon en 1970.

## Fiche technique
- Titre : L'Île au coquelicot
- Réalisation : Salvatore Adamo et Eddy Matalon
- Scénario : Salvatore Adamo
- Musique : Salvatore Adamo
- Photographie : Claude Beausoleil
- Producteur : Eddy Matalon
- Société de production : Maki Films
- Genre : Film musical, Comédie
- Durée : 88 minutes
- Date de sortie : 1970

## Distribution
- Salvatore Adamo : Emmanuel
- Alice Sapritch : La Comtesse
- Pierre Vaneck : Peter
- Évelyne Dress
- Lucien Raimbourg
- Annette Dahl : Anne
- Nicole Durant